# Гарніш (Ньюфаундленд і Лабрадор)
Гарніш (англ. Garnish) — містечко в Канаді, у провінції Ньюфаундленд і Лабрадор.

## Населення
За даними перепису 2016 року, містечко нараховувало 568 осіб, показавши зростання на 4,2%, порівняно з 2011-м роком. Середня густина населення становила 14,5 осіб/км².
З офіційних мов обидвома одночасно володіли 5 жителів, тільки англійською — 560. Усього 5 осіб вважали рідною мовою не одну з офіційних.
Працездатне населення становило 54,9% усього населення, рівень безробіття — 21,4% (25,7% серед чоловіків та 13,6% серед жінок). 85,7% осіб були найманими працівниками, а 14,3% — самозайнятими.
Середній дохід на особу становив $43 519 (медіана $30 240), при цьому для чоловіків — $60 513, а для жінок $25 177 (медіани — $43 136 та $21 568 відповідно).
17,6% мешканців мали закінчену шкільну освіту, не мали закінченої шкільної освіти — 36,3%, 46,1% мали післяшкільну освіту, з яких 6,4% мали диплом бакалавра, або вищий.
| Статево-вікова структура населення | Статево-вікова структура населення | Статево-вікова структура населення | Статево-вікова структура населення | Статево-вікова структура населення |
| ---------------------------------- | ---------------------------------- | ---------------------------------- | ---------------------------------- | ---------------------------------- |
|                                    |                                    |                                    |                                    |                                    |
| Всього                             | Всього                             | 50,4%49,6%                         |                                    |                                    |
| 0 — 14 років                       | 0 — 14 років                       |                                    | 11,3%                              | 11,3%                              |
| 15 — 64 років                      | 15 — 64 років                      |                                    | 65,2%                              | 65,2%                              |
| 65 і більше                        | 65 і більше                        |                                    | 23,5%                              | 23,5%                              |
| 85 і більше                        | 85 і більше                        |                                    | 3,5%                               | 3,5%                               |
| Середній вік (років)               | Середній вік (років)               | 47,748,2                           | 48,0                               | 48,0                               |
| Медіана (років)                    | Медіана (років)                    | 49,952,3                           | 50,6                               | 50,6                               |
| — чоловіки — жінки                 |                                    |                                    |                                    |                                    |

| Походження мешканців:     | Походження мешканців:     | Походження мешканців: | Походження мешканців: | Походження мешканців: |
| ------------------------- | ------------------------- | --------------------- | --------------------- | --------------------- |
| Походження                |                           |                       | осіб                  | %                     |
| Корінні американці        | Корінні американці        |                       | 0                     | 0%                    |
| Інше північноамериканське | Інше північноамериканське |                       | 320                   | 58.18%                |
| Європейське               | Європейське               |                       | 295                   | 53.64%                |
| британське                | британське                |                       | 295                   | 53.64%                |

| Зайнятість населення за галузями (за класифікацією NOC): | Зайнятість населення за галузями (за класифікацією NOC): | Зайнятість населення за галузями (за класифікацією NOC): | Зайнятість населення за галузями (за класифікацією NOC): | Зайнятість населення за галузями (за класифікацією NOC): |
| -------------------------------------------------------- | -------------------------------------------------------- | -------------------------------------------------------- | -------------------------------------------------------- | -------------------------------------------------------- |
|                                                          |                                                          |                                                          |                                                          |                                                          |
| Бізнес, фінанси та адміністрування                       | Бізнес, фінанси та адміністрування                       |                                                          | 7,1%                                                     | 7,1%                                                     |
| Природничі та прикладні науки                            | Природничі та прикладні науки                            |                                                          | 3,6%                                                     | 3,6%                                                     |
| Охорона здоров'я                                         | Охорона здоров'я                                         |                                                          | 7,1%                                                     | 7,1%                                                     |
| Освіта, правозахист, муніципальні та урядові служби      | Освіта, правозахист, муніципальні та урядові служби      |                                                          | 7,1%                                                     | 7,1%                                                     |
| Роздрібна торгівля та послуги                            | Роздрібна торгівля та послуги                            |                                                          | 14,3%                                                    | 14,3%                                                    |
| Гуртова торгівля, транспорт та обладнання                | Гуртова торгівля, транспорт та обладнання                |                                                          | 21,4%                                                    | 21,4%                                                    |
| Природні ресурси, сільське господарство                  | Природні ресурси, сільське господарство                  |                                                          | 30,4%                                                    | 30,4%                                                    |
| Виробництво                                              | Виробництво                                              |                                                          | 3,6%                                                     | 3,6%                                                     |

## Клімат
Середня річна температура становить 5,3°C, середня максимальна – 19°C, а середня мінімальна – -8,4°C. Середня річна кількість опадів – 1 454 мм.
| Клімат поселення                              | Клімат поселення | Клімат поселення | Клімат поселення | Клімат поселення | Клімат поселення | Клімат поселення | Клімат поселення | Клімат поселення | Клімат поселення | Клімат поселення | Клімат поселення | Клімат поселення | Клімат поселення |
| Показник                                      | Січ.             | Лют.             | Бер.             | Квіт.            | Трав.            | Черв.            | Лип.             | Серп.            | Вер.             | Жовт.            | Лист.            | Груд.            |                  |
| Середній максимум, °C                         | 0,07             | −0,51            | 2,02             | 6,38             | 10,52            | 14,58            | 17,78            | 18,97            | 15,82            | 11,04            | 6,67             | 2,29             |                  |
| Середня температура, °C                       | −3,86            | −4,47            | −1,93            | 2,45             | 6,58             | 10,63            | 14,71            | 15,89            | 12,76            | 7,95             | 3,58             | −0,78            |                  |
| Середній мінімум, °C                          | −7,81            | −8,41            | −5,89            | −1,5             | 2,63             | 6,69             | 11,62            | 12,81            | 9,66             | 4,88             | 0,51             | −3,88            |                  |
| Норма опадів, мм                              | 130              | 126              | 115              | 110              | 109              | 103              | 99               | 94               | 147              | 144              | 142              | 135              |                  |
| Середньомісячна швидкість вітру, м/с          | 8.93             | 8.19             | 7.62             | 6.66             | 5.64             | 5.10             | 4.87             | 5.07             | 5.86             | 6.87             | 7.88             | 8.58             |                  |
| Середньомісячна сонячна радіація, кДж/м²·день | 3852             | 6657             | 10891            | 14413            | 17713            | 19234            | 18744            | 16183            | 12378            | 7511             | 4256             | 3123             |                  |
| --------------------------------------------- | ---------------- | ---------------- | ---------------- | ---------------- | ---------------- | ---------------- | ---------------- | ---------------- | ---------------- | ---------------- | ---------------- | ---------------- | ---------------- |
| Джерело:                                      |                  |                  |                  |                  |                  |                  |                  |                  |                  |                  |                  |                  |                  |